# McNeil River
Der McNeil River ist ein etwa 42 Kilometer langer Fluss im Osten der Alaska-Halbinsel.

## Verlauf
Er entspringt einem Gletscher in der Aleutenkette, fließt nordostwärts und mündet 55 Kilometer südwestlich der Augustine Island in die McNeil Cove, eine Bucht im Südwesten des Cook Inlets.
Der McNeil River liegt vollständig im McNeil River State Game Sanctuary, einem als National Natural Landmark ausgewiesenen, vom Katmai-Nationalpark umgebenen Schutzgebiet. Die vielen niedrigen, seichten Wasserfälle des Flusses bieten Braunbären gute Lachsfang-Gelegenheiten.

## Name
Benannt ist der Fluss nach Charlie McNeil, einem Farmer aus der Region.